# (9289) 1981 QR3
(9289) 1981 QR3 là một tiểu hành tinh vành đai chính. Nó được phát hiện bởi Henri Debehogne ở Đài thiên văn La Silla ở Chile ngày 26 tháng 8 năm 1981.